# Michael Bolton

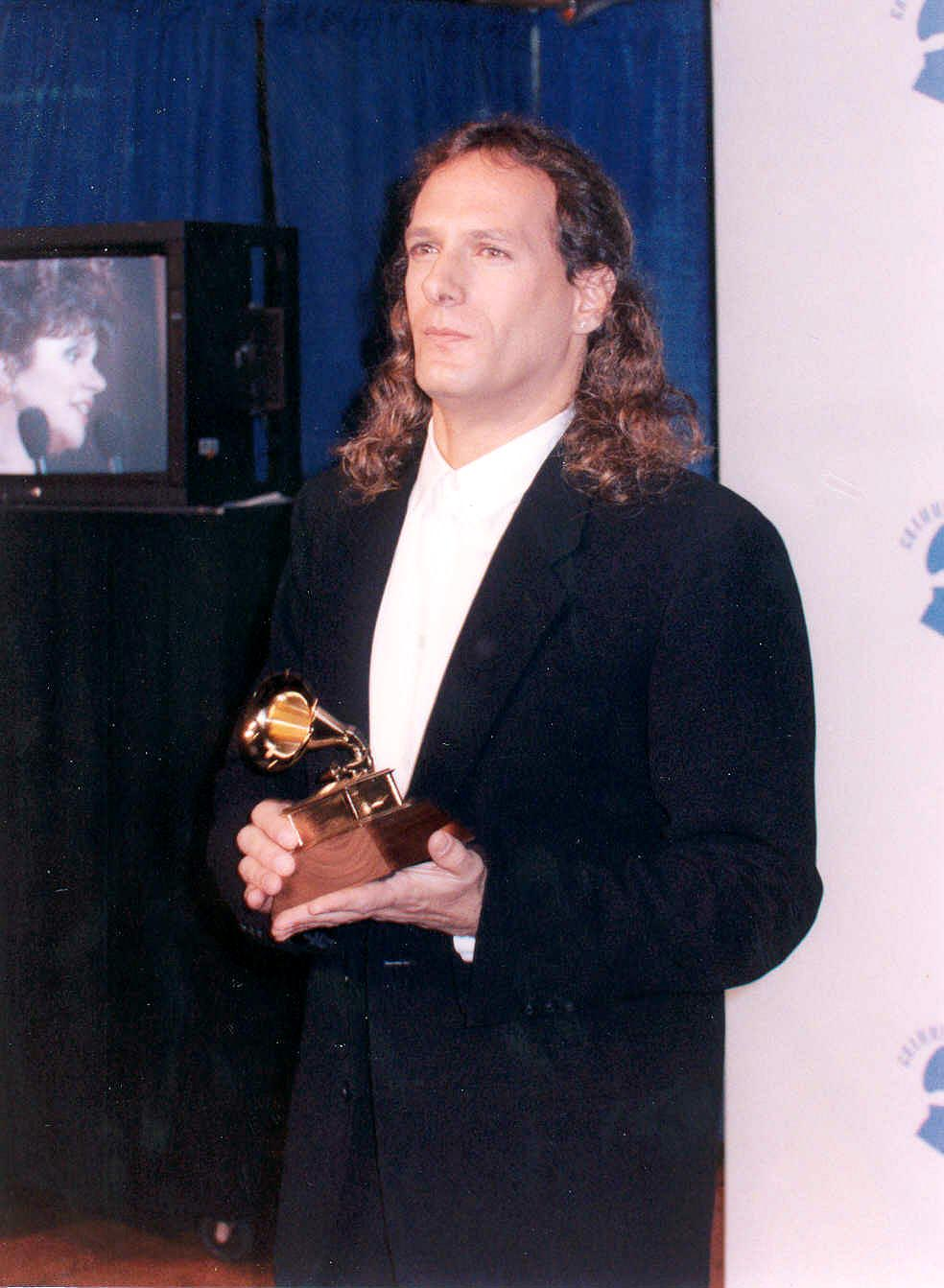
Michael Bolton 1990.

Michael Bolton, ursprungligen Michael Bolotin, född 26 februari 1953 i New Haven, Connecticut, är en amerikansk sångare och låtskrivare. 
Han har givit ut 17 studioalbum som har sålt i över 53 miljoner exemplar. Boltons största succé kom 1989 med den egenskrivna balladen "How am I Supposed to Live Without You". Bolton brukar kallas för "The King of Soft Rock", alltså "kungen av Soft Rock".

## Karriär
Bolton startade sin karriär i hårdrocksbandet Blackjack på 1970-talet. Bandet fick dock ingen framgång och Bolton började istället skriva sånger åt andra artister samtidigt som han började ge ut egna soloskivor. 1983 fick han en mindre hit med låten "Fools Game", men hade därefter svårt att följa upp framgången. Albumet Everybody's Crazy bjöd på ett klassiskt AOR-sound, men de stora framgångarna uteblev. 1987 släpptes albumet The Hunger där bl.a. Journey-medlemmarna Neal Schon och Jonathan Cain medverkade. På skivan återfanns en cover på Otis Reddings "(Sittin' On) The Dock of the Bay", vilken blev en hit. 
Bolton fokuserade därefter på en mer soulinspirerad rock med tonvikten på ballader. Albumet Soul Provider (1989) blev Boltons stora kommersiella genombrott med låtar som titelspåret, "How Am I Supposed To Live Without You" och "How Can We Be Lovers?". Han har alltid haft en större framgång hos publiken än hos kritiker, som ofta häcklat honom för att vara alltför smörig. 
Två gånger har han legat etta på Billboardlistan i USA och det med sångerna "How Am I Supposed To Live Without You" 1989 som för övrigt Laura Branigan hade stora framgångar med några år tidigare, och "When a Man Loves a Woman" 1991, en cover på Percy Sledges hit från 1966. Han har legat etta på Adult Contemporary-listan, som baseras på vilka sånger som spelas mest i amerikansk radio, nio gånger. 
År 1997 sjöng han ledmotivet "Go the Distance" till Disneyfilmen Herkules, som nominerades till en Oscar för bästa sång. Året därpå tog han sig an operarepertoaren och släppte skivan My Secret Passion innehållande kända opera-arior av Puccini m.fl.
Han är sedan länge också en känd vegetarian.

### Röst och låtskrivande
Bolton har en karaktäristisk heshet i rösten som beror på att han har skadade stämband. Han är också en extremt hög tenor. Han har belönats med Grammy Awards för bästa manliga vokalist två gånger.
Bolton är även en flitigt anlitad låtskrivare och har bl.a. skrivit sånger åt Cher, Barbra Streisand, Kiss och Laura Branigan.
År 2011 gjorde Bolton ett gästframträdande i låten "Jack Sparrow" tillsammans med The Lonely Island. Låten blev en populär hit det året.

## Diskografi
- Michael Bolotin (1975)
- Everyday of My Life (1976)
- Michael Bolton (1983)
- Everybody's Crazy (1985)
- The Hunger (1987)
- Soul Provider (1989)
- Time, Love & Tenderness (1991)
- Timeless: The Classics (1992)
- The One Thing (1993)
- The Artistry of Michael Bolotin (1993)
- This Is The Time: The Christmas Album (1996)
- All That Matters (1997)
- My Secret Passion (1998)
- Timeless: The Classics Vol. 2 (1999)
- Only A Woman Like You (2002)
- Vintage (2003)
- 'Til the End of Forever (2005)
- Bolton Swings Sinatra (2006)
- One World One Love (2009)
- Jack Sparrow (2011) feat. The Lonely Island